# Вагон
Железнодоро́жный ваго́н (фр. wagon, от англ. waggon — повозка, от нем. wagen — телега) — несамоходное (как правило) транспортное средство, предназначенное для движения по рельсам или иным путям (монорельсу, маглев-колее и т. д.) и (как правило) эксплуатируемое с локомотивом (исключением являются вагоны-секции пассажирских электро- и дизельных поездов и автомотрисы (в том числе электромотрисы). В частности, дизель- и электропоезда не нуждаются в локомотивах. Автомотрисы являются самостоятельно движущимися транспортными средствами). Прототип — небольшая повозка, представлявшая собой ящик, передвигавшийся по деревянным рельсам на горных предприятиях.
Вагон является единицей подвижного состава (например, и чаще всего, железнодорожного). Вагон предназначен для перевозки грузов или пассажиров и оборудован всеми необходимыми устройствами для их перевозки и для включения вагона в состав поезда. Строительством вагонов занимаются вагоностроительные предприятия.
В России прообразы вагона — вагонетки — появились на рудничных и внутризаводских рельсовых дорогах в 1764 году на Колывано-Воскресенском заводе на Алтае, а затем в 1788 году на Александровском заводе в Петрозаводске, в 1810 году на Змеиногорском руднике, а с паровой тягой — на Нижнетагильской железной дороге, построенной в 1834 году.
Для Царскосельской железной дороги подвижной состав (в том числе и вагоны) был закуплен в Англии. Производство первых отечественных вагонов для железной дороги между Москвой и Санкт-Петербургом было налажено на Александровском заводе в Санкт-Петербурге в 1846 году.

## Виды и классификация вагонов
Вагоны различаются по типу используемой путевой инфраструктуры (железнодорожные, монорельсовые, маглев-вагоны, VAL/NeoVAL).
В частности, железнодорожные вагоны различаются по числу колёсных пар (осности) — выпускаются 4-, 6-, 8-, 12-, 16- и 20-осные. По устройству ходовых частей — тележечные и нетележечные. Основные параметры, характеризующие железнодорожный вагон: грузоподъёмность, собственная масса вагона (тара), осевая нагрузка, нагрузка на 1 м пути (погонная нагрузка).
В настоящее время железные дороги России располагают парком пассажирских и грузовых вагонов: цельнометаллические пассажирские (СВ, купейные, плацкартные, межобластные), цельнометаллические багажные и почтовые, вагоны для перевозки заключённых, вагоны-платформы, крытые вагоны, полувагоны, вагоны-цистерны, хопперы, вагоны-рефрижераторы и рефрижераторные секции и изотермические вагоны (или вагоны-термосы, различные специализированные вагоны (для перевозки контейнеров (фитинговые платформы), вагоны-автовозы, вагоны-лесовозы, вагоны-битумовозы, транспортёры, сборно-раздаточные вагоны, вагоны для перевозки животных (например скота), вагоны для перевозки невлагостойких грузов (напр. бумаги) и т. д.).
Для поездок по железным дорогам особо важных государственных должностных лиц и для руководящего состава железных дорог выпускаются новые или переоборудуются из обыкновенных пассажирских, вагоны-салоны. Вагоны-салоны могут иметь подоконные бронепояса, пуленепробиваемое остекление и усиленную из-за увеличенного бронированием веса экипажную часть с трёхосными тележками.
Некоторые вагон-салоны, имеющие историческое значение, сохранены в музеях, расположенных в том числе и на открытом воздухе
Современные вагоны могут быть несамоходными и самоходными, к самоходным относятся моторные электровагоны электропоездов, трамвайные вагоны, метровагоны, вагоны дизель-поездов, авто- и электромотрисы.
- Двухэтажный пассажирский вагон
- Бронированный вагон-салон Блюхера
- Вагон-самосвал (думпкар) четырёхосный
- Багажный вагон

## Вагоны грузового парка

### Крытый вагон
Крытый вагон предназначен для обеспечения сохранности перевозимого груза в неблагоприятных метеоусловиях, защиты от кражи и механических повреждений.
- Крытый грузовой вагон
- Рефрижератор
- Вагон-сетка для перевозки автомобилей

К крытым вагонам относятся также вагоны изотермического и холодильного парков: вагон-ледник, рефрижераторный вагон, вагон-термос.

### Полувагон
Полувагон предназначен для насыпных грузов (руда, уголь, флюсы, лесоматериалы и т. п.), контейнеров, прочих грузов, не требующих защиты от атмосферных осадков.
- Полувагон
- Люковый полувагон

### Вагон-цистерна
Цистерны предназначены для перевозки наливных грузов, то есть жидкостей: нефти и нефтепродуктов, химически активных и агрессивных жидких веществ, сжиженного газа (пропан-бутан, кислород, водород), воды, молока и т. д. Вагоны-цистерны используются также для перевозки муки и жидкого цемента.
- Вагон-цистерна

### Платформа
Платформы предназначены для перевозки длинномерных, штучных и сыпучих грузов, контейнеров и оборудования, не требующих защиты от атмосферных воздействий.
- Четырёхосная платформа

### Фитинговая платформа
Фитинговая платформа — это специализированная платформа, предназначенная для перевозки крупнотоннажных контейнеров и оборудованная специализированными узлами для их крепления — фитинговыми упорами.
- 40-футовые контейнеры на платформах

### Хоппер
Хоппер предназначен для перевозки массовых насыпных грузов (угля, руды, цемента, зерна, песка, балласта) и оборудован механизмами саморазгрузки.
- Вагон-хоппер для цемента

## Вагоны пассажирского парка

### Модельный ряд
Вагоны нового модельного ряда (нефирменные поезда):
- 61-4174 — вагон пассажирский купейный «СВ»
- 61-4179 — вагон пассажирский купейный с установкой кондиционирования воздуха
- 61-4186 — вагон пассажирский купейный штабной
- 61-4194 — вагон пассажирский плацкартный с установкой кондиционирования воздуха

Вагоны премиум-класса:
- 61-4440 — вагон пассажирский купейный
- 61-4445 — вагон пассажирский купейный штабной
- 61-4447 — вагон пассажирский плацкартный
- 61-4458 — вагон пассажирский купейный с местами для сидения

### Типы вагонов
- Л — двухместный мягкий, СВ. 9 двухместных купе.
- М — мягкий, вагон-люкс.
- К — купейный. Пример: жёсткий купейный вагон постройки ГДР. 36 мест + двухместное купе проводника.
- ВР — вагон-ресторан — вагон, предназначенный для питания пассажиров.
- КБ — купейный вагон с буфетом (вагон-буфет).
- П — плацкартный, 54 спальных места.
- О — общий. 81 сидячее место.
- С — места для сидения. Межобластной с креслами для сидения — 56, 60, 62 или 64 места в зависимости от модели вагона.

Вагоны повышенной комфортности, в зависимости от категории и комплекса предоставляемых услуг делятся на:
- Э — экономический
- Б — бизнес

Вагоны RIC:
- I класс (22 места)
- II класс (33 места)